# Lac Disappointment
Le lac Disappointment (en anglais : Lake Disappointment) est un lac d'eau salée de 1 500 km², situé à l'extrémité ouest du Désert de Gibson, en Australie-Occidentale.
Il forme la partie la plus basse du Petit désert de sable et est alimenté par la rivière Savory Creek à son extrémité nord mais son débit n'est pas suffisant pour y maintenir le niveau d'eau.
Le lac est appelé Kumpupintil par les aborigènes de la région. Il doit son nom actuel à l'explorateur Frank Hann qui, en 1897, explorait l'est du Pilbara et trouva des rivières coulant vers l'intérieur des terres et les suivit en espérant trouver une étendue d'eau. Il fut désappointé de ne trouver qu'un lac salé.